# Hemistola rectilinea
Hemistola rectilinea là một loài bướm đêm trong họ Geometridae.